# NGOS
NGOS – polski, oświetlający granat nasadkowy.
Granat NGOS miał być miotany przy pomocy kbk wz. 88. Granat jest wyposażony w pułapkę pociskową dzięki czemu może być wystrzeliwany przy pomocy naboi ostrych. Celownik do strzelania granatem jest przymocowany do lotek granatu i odpada przy strzale, Granat zaczyna świecić na wysokości ok. 100 m. W latach 90. w związku z wycofaniem z uzbrojenia kbk wz. 88 i wprowadzeniem do uzbrojenia kbk wz. 96 posiadającego urządzenie wylotowe o mniejszej średnicy zaprojektowano specjalną wkładkę redukcyjną dzięki której granat NGOS może być miotany z kbk wz. 96.